# ニコライ・エフメノフ
ニコライ・アナトリエヴィチ・エフメノフ（ロシア語: Николай Анатольевич Евменов, ラテン文字転写: Nikolai Anatolyevich Yevmenov, 1962年4月2日 - ）は、ロシアの海軍軍人。階級は海軍大将。2019年5月から2024年3月までロシア海軍総司令官（Главнокомандующий ВМФ）を務めた。

## 経歴
エフメノフは1962年4月2日にモスクワで生まれた。1982年から1987年に潜水艦航法高等海軍学校で学び、その後に太平洋艦隊原子力潜水艦航行部隊（BCH-1）の電子航行部門の指揮官に任命された（1987年から1991年まで）。
1995年から1997年の間、クズネツォフ海軍大学校で学び、1997年から1999年にかけて、太平洋艦隊の弾道ミサイル潜水艦を指揮した。1999年から2006年には太平洋艦隊第25潜水艦隊の参謀長、副司令官、後に司令官を務め、2001年から2003年までロシア連邦軍参謀本部軍事アカデミーで学んだ。2012年、エフメノフは北方艦隊の副司令官に就任し、2016年には司令官となり、2017年に海軍大将に昇進した
2019年5月3日にウラジーミル・コロリョフ海軍大将の後任としてロシア海軍総司令官に任命された。11月、日本を訪問し、海上幕僚長の山村浩と会談した。会談で2人は、日本海海戦と日露戦争でロシア艦隊を打ち破った連合艦隊司令官の東郷平八郎の肖像画を背景に写真を撮り、論争となった。
2024年3月10日、ロシアの複数のメディアがロシア当局の関係者の話としてロシア海軍総司令官がアレクサンドル・モイセエフ大将に交代しそれに伴いロシア海軍総司令官を辞職したと報じられた。同月19日、国営ロシア通信は海軍の総司令官代行にモイセエフが着任したと報じた。

### 制裁
2022年2月、エフメノフは「ウクライナの領土保全、主権、独立、およびウクライナの安定と安全を損ない、脅かす行動と政策を積極的に支持し、実行している責任がある」として、欧州連合の制裁リストに掲載された。

## 栄誉
- アレクサンドル・ネフスキー勲章（ロシア語版）（2016年）[1]
- ロシア武功勲章（ロシア語版）（2006年）[1]
- ロシア海軍功績勲章（ロシア語版）（2015年）[1]